# Beneath (2007)
Beneath is een thriller/horrorfilm uit 2007 van regisseur Dagen Merrill. Het was de eerste horrorproductie die distributielabel Paramount Vantage uitbracht samen met MTV Films.

## Verhaal
De veertienjarige Christie Wescot (Brenna O'Brien) zit achter het stuur van de auto waarin ze samen met haar oudere zus Vanessa (Carly Pope) een ongeluk krijgt. Christie wordt uit de wagen geslingerd, Vanessa raakt beklemd in de auto, die vervolgens in brand vliegt. Ze overleeft het ongeval, maar verbrandt van top tot teen. Haar man John Locke (Matthew Settle) verzorgt haar bij hem thuis samen met verpleegster Claire Wells (Eliza Norbury). Christie krijgt last van black-outs, dag- en nachtmerries over haar zus en kan niet meer zonder antidepressiva. Een half jaar later ontvangt ze bericht dat haar zus aan haar verwondingen bezweken is.
De volwassen Christie (Nora Zehetner) krijgt jaren later een uitnodiging voor de begrafenis van Joseph (Don S. Davis), die vroeger voor de zusjes zorgde. Hiervoor moet ze terug naar haar vroegere woonplaats, waar ze allesbehalve welkom is. Op de begrafenis van Vanessa wierp ze zich op de kist en gilde ze dat deze nog leefde, omdat ze haar zus in haar nachtmerries steevast aan het deksel van de kist ziet krabben. Dat wordt haar nog steeds kwalijk genomen. Christie heeft al die jaren uit haar hoofd schetsen getekend van beelden die ze nu in realiteit overal tegenkomt. Ervan overtuigd dat ze niet gek is, wil ze niet vertrekken voordat ze heeft uitgevonden hoe het zus verlopen is destijds.